# アッシャー・ホール
アッシャー・ホール（Usher Hall）はスコットランド・エディンバラにあるホールである。
完成は1914年。アンドリュー・アッシャーの寄付により完成した。収容人数は2900席。1972年のユーロビジョン・ソング・コンテストや1986年の英連邦大会ではボクシング会場として使用された。
日本では札幌交響楽団が2001年にここで演奏会を行った。